# Usnea arizonica
Usnea arizonica är en lavart som beskrevs av Motyka. Usnea arizonica ingår i släktet Usnea och familjen Parmeliaceae.   Inga underarter finns listade i Catalogue of Life.